# Bitka pri Bagrevandu
Bitka pri Bagrevandu med silami armenskih knezov, ki so se uprli Abasidskemu kalifatu, in vojsko kalifata, se je dogajala 25. aprila 775 na ravnicah Bagrevanda. Končala se je z uničujočo zmago Abasidov in smrtjo glavnih armenskih voditeljev. Družina Mamikonjan je bila skoraj uničena. Bitka je pomenila začetek obsežnih armenskih selitev v Bizantinsko cesarstvo.

## Ozadje
Po ustanovitvi Abasidskega kalifata je kalif al-Mansur (vladal 754–775) odpravil subvencije, ki so jih prejemali različni armenski knezi (nahararji), in jim poleg tega naložil visoke davke. Ti ukrepi so skupaj z verskim preganjanjem večinskega krščanskega armenskega prebivalstva leta 774 sprožili velik upor proti Abasidom. Upor je vodil Artavazd Mamikonjan z neposredno ali tiho podporo večine družin nahararjev, zlasti do takrat Arabcem naklonjenih Bagratidov. Družini Arcruni in Siovni sta ostali nevtralni. Upor se je razširil po celi Armeniji. Uporniki so napadali tudi arabske davčne izterjevalce, česar lokalni arabski guverner al-Hasan ibn Kahtaba ni mogel zajeziti. Kalif je zato v Armenijo poslal 30.000 Horasancev pod vodstvom Amirja ibn Ismaila, ki so v biltki pri Bagrevandu 25. aprila 775  odločilno porazili armenske kneze in ubili njihova voditelja  Smbata VII. Bagratunija in Mušega VI. Mamikonijana. Po bitki so upor brutalno zatrli Abasidi.

## Posledice
Zgodovinar Mark Whittow meni, da je bila bitka prelomnica v zakavkaški zgodovini. Zatrtje armenskega upora je odpravilo moč več nahararskih hiš, predvsem družin Mamikonjan, Gnuni, Amatuni, Rštuni, Saharuni in Kamsarakan, ki so preživele bodisi kot odvisne od drugih družin bodisi kot izgnanci v Bizantinskem cesarstvu. Po drugi strani so Arcrunidi, ki so pravočasno prestopili na stran kalifata, izkoristili vakuum moči in se povzpeli na oblast v Vaspurakanu. Bagratidi so se za nekaj časa umaknili v svoje gorske trdnjave na ozemlju sedanjega Azerbajdžana in v 9. stoletju uspeli ponovno zasesti vodilni položaj v državi.
Abasidi so po ponovni uvedbi nadzora nad Armenijo v 780. letih izvedli podobno čistko domačega krščanskega plemstva v sosednji Iberiji. Uvedli so tudi politiko naseljevanja muslimanskega prebivalstva v Zakavkazje, zaradi česar je do preloma 9. stoletja v mestih in nižinah že prevladoval arabski element. V naslednjem stoletju je bila povsem islamizirana Kavkaška Albanija , medtem ko sta Iberija in velik del Armenije prišla pod oblast niza arabskih emiratov.